# Дифторид-хлорид азота
Дифторид-хлорид азота — неорганическое соединение, 
хлор- и фторпроизводное аммиака с формулой NClF2,
бесцветный газ,
разлагается при нагревании (иногда со взрывом).

## Получение
- Действие фтора на азид натрия в присутствии хлорида натрия:

{\displaystyle {\mathsf {2F_{2}+NaN_{3}+NaCl\ {\xrightarrow {}}\ NClF_{2}+2NaF+N_{2}}}}
- Действие фтора и хлора на азид натрия:

{\displaystyle {\mathsf {3F_{2}+Cl_{2}+2NaN_{3}\ {\xrightarrow {}}\ 2NClF_{2}+2NaF+2N_{2}}}}

## Физические свойства
Дифторид-хлорид азота образует бесцветный газ,
разлагается при нагревании (иногда со взрывом).

## Химические свойства
- Разлагается при нагревании несколькими способами:

{\displaystyle {\mathsf {2NClF_{2}\ {\xrightarrow {T}}\ N_{2}F_{2}+Cl_{2}}}}
{\displaystyle {\mathsf {6NClF_{2}\ {\xrightarrow {T}}\ 4NF_{3}+N_{2}+3Cl_{2}}}}